# Onbevlekt Hart van Mariakerk (De Paanders)

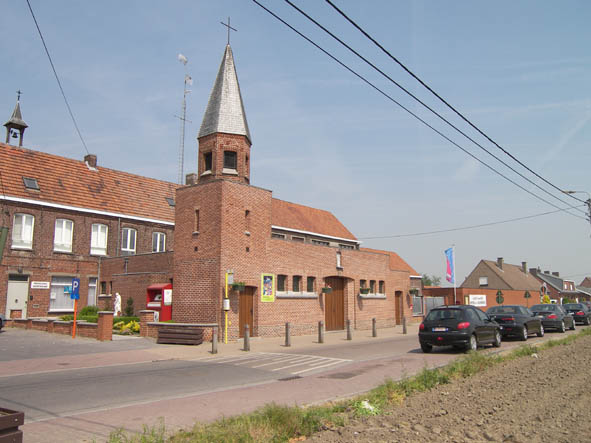
Onbevlekt Hart van Mariakerk

De Onbevlekt Hart van Mariakerk is de parochiekerk van de tot de West-Vlaamse gemeente Meulebeke behorende plaats De Paanders, gelegen aan Paanderstraat 47-49.

## Geschiedenis
De Paanders kende al onderwijs vanaf 1804, vanaf 1820 was er een katholieke vrije school en in 1844 werd op initiatief van de pastoor een speldewerkschool opgericht. In 1866 werd de school overgenomen door de Zusters van Liefde van Heule. Er werd een klooster gebouwd en de school werd uitgebreid. In 1937 werd de school overgenomen door de Zusters van het Geloof te Tielt.
In 1946 werd een schoolkapel gebouwd, en deze werd in 1956 verheven tot parochiekerk.
De kerk werd op 1 april 2023 ontwijd.

## Gebouw
Het betreft een zaalkerkje in rode baksteen, aangebouwd tegen de school. De kerk heeft een plat dak en heeft een toren op vierkante grondslag, voorzien van een zeskante klokkenverdieping met spits. Het kerkje is via een gang direct met de school verbonden.
Het kerkmeubilair is uit de tijd van de bouw van de kapel.